# Dihun
Cet article concerne l'enseignement du breton. Pour le district  éthiopien, voir Dihun (woreda).
Dihun (en français : « éveil ») est une association française de parents d'élèves, militant pour l'enseignement de la langue bretonne dans les écoles catholiques de Bretagne historique. Elle est l'équivalent catholique des associations Diwan pour l'enseignement associatif et Div yezh Breizh pour l'enseignement public.
Dihun s'associe à Div yezh et Diwan afin de défendre, promouvoir et développer l'enseignement du breton,.

## Historique
Dihun a été créé en 1990 par Yannig Baron et scolarise à la rentrée 2019, 5 463 élèves. Elle promeut également l'apprentissage du gallo.

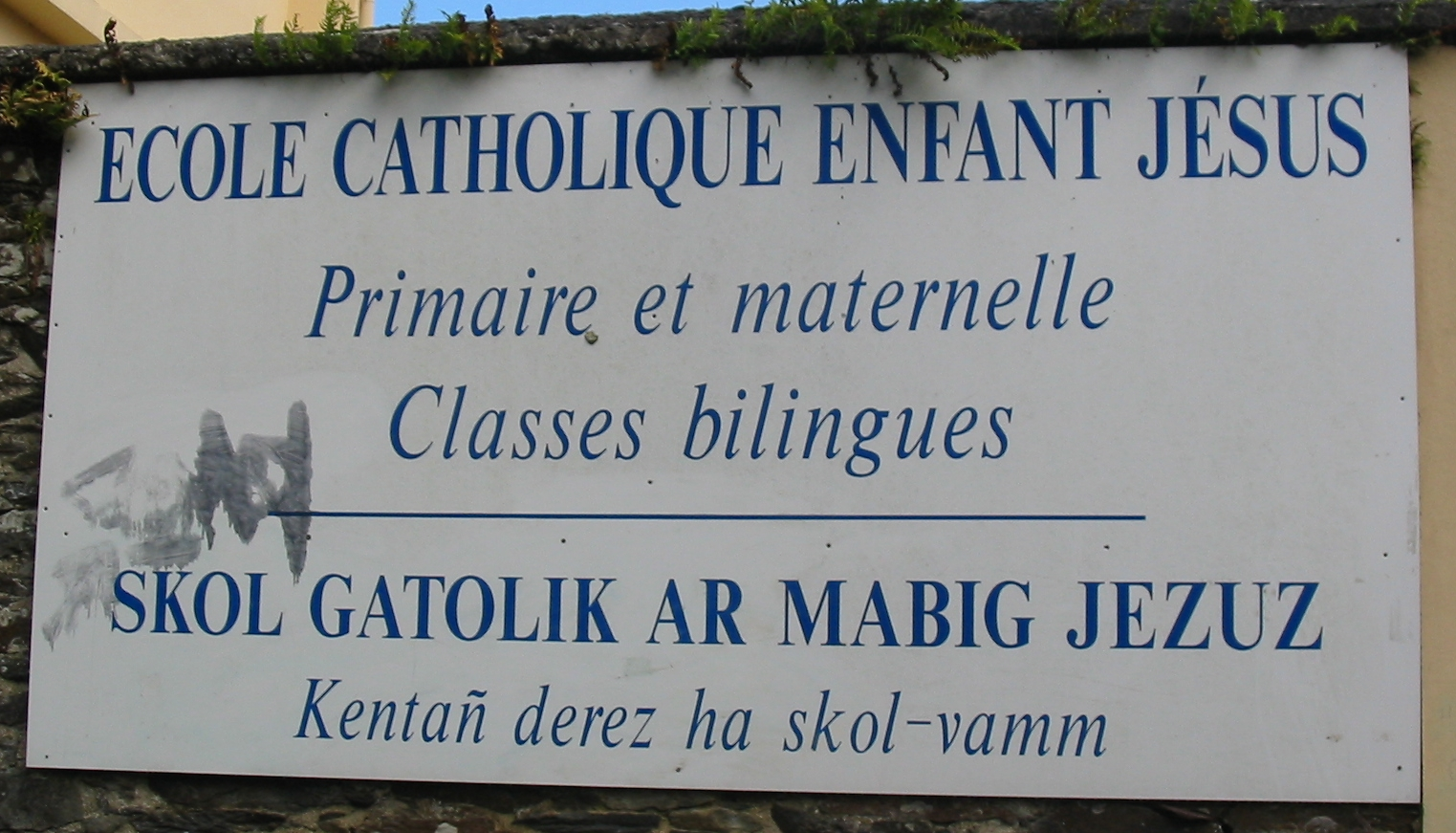
Classes bilingues dans une école du réseau Dihun à Carhaix-Plouguer

L’association Dihun préconise un projet d’enseignement basé sur le multilinguisme précoce nommé Plan Multilingue Breton (PMB), qui consiste en l'enseignement bilingue du breton et du français, auxquelles vient s'ajouter une troisième langue, l'anglais le plus souvent, introduit dès la moyenne section de maternelle. Ce PMB a reçu le « label européen des langues » décerné par l’Union Européenne en 2008,.
Le fondateur des écoles Dihun, Yanig Baron, a mené plusieurs grèves de la faim pour soutenir la langue bretonne et réclamer plus de moyens pour les écoles Dihun,. En mai 2011, à l'occasion du vingtième anniversaire de Dihun, Yannig Baron a laissé sa place de président à Chantal Clément,.
En 2020, l'association Divaskell Breizh a pris la suite de Dihun.

## Publications
- Dihun Breizh, Komzoù ar c'halvar, An Amzer Embanner, 2008, 55 p.  (ISBN 978-2246489719).
- Anne Marie Pelhate et Dihun Breizh, L'imagier du gallo, An Amzer Embanner, 2014, 64 p.  (ISBN 978-2363120144).
- Anne Marie Pelhate et Dihun Breizh, L'imagier du breton, An Amzer Embanner, 2016, 64 p.  (ISBN 978-2363120434).